# Вооружённые силы Италии
Вооружённые силы Италии (итал. Forze Armate Italiane) — совокупность войск и сил Итальянской Республики, предназначенная для защиты свободы, независимости и территориальной целостности государства. 
Состоят из органов управления, и видов ВС (сухопутных войск, военно-морских сил, военно-воздушных сил и корпуса карабинеров).

## История
Итальянские вооружённые силы (армия и флот) были созданы после объединения Италии и создания единого Королевства Италия на основе Королевской сардинской армии.
В дальнейшем Италия участвовала в колониальном разделе Африки и принимала участие в подавлении боксёрского восстания в Китае. 
В 1882 году Италия вошла в состав Тройственного союза, однако после начала Первой мировой войны объявила о нейтралитете, а в 1915 году — вступила в войну на стороне Антанты.

### 1918—1938
После окончания Первой мировой войны Италия участвовала в военной интервенции против СССР.
В августе 1923 года Италией была предпринята попытка захватить остров Корфу.
В 1923 году продолжительность срочной службы призывников была увеличена с 8 до 18 месяцев.
7 января 1935 года был подписан пакт Лаваля — Муссолини, создавший предпосылки для вторжения и оккупации Абиссинии.
В 1936 году Италия отправила войска в Испанию. 6 ноября 1937 года — подписала «Антикоминтерновский пакт».

### 1939—1945
22 мая 1939 года Италия заключила «стальной пакт» о военном союзе с нацистской Германией. В дальнейшем Италия принимала участие во Второй мировой войне.
10 июня 1940 года Италия объявила войну Великобритании и Франции.
27 сентября 1940 года Италия заключила Тройственный пакт, вступив в военно-политический союз с Третьим рейхом и Японией.
В сентябре 1940 года Муссолини отдал приказ о частичной демобилизации: из армии должны были быть возвращены мобилизованные автомашины, лошади и мулы, а также 600 тыс. военнослужащих; к 14 октября 1940 года, когда было принято решение атаковать Грецию, демобилизация была наполовину завершена. 28 октября 1940 года Италия атаковала Грецию, 22 июня 1941 года — объявила войну СССР.
После выхода Италии из войны на стороне Германии 8 сентября 1943 года и объявления войны Германии 13 октября 1943 года в 1943—1945 годах большая часть итальянских военнослужащих воевали против немцев, а меньшая часть итальянских военнослужащих продолжила воевать против антигитлеровской коалиции (в феврале 1945 года из них была сформирована 29-я гренадерская дивизия СС «Италия» (1-я итальянская)).

### 1945—2000
В соответствии с подписанными в 1947 году в Париже мирными соглашениями численность вооружённых сил Италии была ограничена и не могла превышать 300 тысяч человек, однако в условиях начавшейся «холодной войны» при поддержке со стороны США и Великобритании началась ремилитаризация Италии.
4 апреля 1949 года Италия вступила в военно-политический блок НАТО, 27 января 1950 года между Италией и США было подписано «соглашение о взаимопомощи в целях самообороны», в соответствии с которым в вооружённые силы Италии были направлены военные специалисты США, также Италия передала США ряд военно-морских баз, портов и авиабаз.
11 июня 1951 года Италия приняла закон о гражданской обороне (в соответствии с которым в дополнении к полиции правительство получило право создать «специальный корпус добровольцев»). В результате к концу 1951 года численность итальянской армии составила 307 тыс. человек, ещё 35 тыс. служили в ВМФ и 28 тысяч — в ВВС. 
В 1952 году в соответствии с Парижским договором 1952 года и «Общим договором» 1952 года было принято решение о создании военного блока «Европейское оборонительное сообщество» (в который должны были войти Франция, ФРГ, Италия, Бельгия, Голландия и Люксембург), однако поскольку Национальное собрание Франции отказалось утвердить подписание Парижского договора, блок создан не был.
В 1992—1994 годы Италия участвовала в операции ООН в Сомали (UNOSOM).
В 1999 году Италия принимала участие в агрессии против Югославии.

### XXI век
С 2002 до июня 2021 года Италия принимала участие в войне в Афганистане.
Италия принимала активное участие в войне в Ираке: военная операция итальянского контингента на территории Ирака в период с 15 июля 2003 до 1 декабря 2006 года получила название «Операция „Древний Вавилон“» («L’Operazione Antica Babilonia»). Кроме того, в операции участвовали корабли ВМС Италии.
В 2011 году Италия принимала участие в военной интервенции в Ливию.
Кроме того, личный состав вооружённых сил Италии принимает участие в миротворческих операциях ООН (потери Италии во всех операциях ООН с участием страны составили 49 человек погибшими).

## Современное состояние

### Реформа 2012 года
Предлагаемая реформа приведёт к созданию новой модели Вооружённых сил, которая должна сбалансировать расходы на содержание личного состава (в бюджете Министерства обороны на 2012 г. составляли 70 %) и другими разделами военного бюджета (текущее содержание ВС и закупки новых ВВТ). Цель, озвученная министром ди Паоло, заключается в приведении структуры военного бюджета к европейскими нормам: 50% на личный состав, 25 % на функционирование ВС и 25 % на закупки вооружений. Бюджет Министерства обороны будет заморожен на уровне 12 — 14 млрд евро на период 2012—2014 гг.
После извещения о сокращении закупок истребителей F-35 на 41 единицу, другие программы в скором времени также ощутят на себе резкое сокращение закупочного бюджета Министерства обороны. В особенности могут пострадать программы закупки вертолётов NH90 и подводных лодок типа U212.
Вооружённые силы сократятся с 190 000 человек до 151 000 человек: будет сокращено 43 000 вакансий (из которых 10 000 гражданских служащих), чтобы сэкономить 2 млрд евро. В 2021 г. в армии будет насчитываться 18 000 офицеров, 18 000 унтер-офицеров, 22 300 сержантов, 56 000 добровольцев на постоянной основе и 24 000 добровольцев на фиксированный срок. Число генералов и адмиралов сократится на 30 %. Те люди, которых затронет реформа, должны быть переведены в другие государственные структуры. Правительство также рассчитывает стимулировать их приём на работу в оборонную промышленность.
Постепенный рост инвестиций в обновление армии с 16 424 евро до 26 458 евро в расчёте на одного военнослужащего.
Реформа командных структур: слияние дублирующих командных структур в рамках трёх видов вооружённых сил и ликвидация территориальных командований, которые рассматриваются как устаревший пережиток Холодной войны.
Упразднение двух бригад, закрытие баз, продажи неиспользуемой недвижимости: предусмотрено сокращение 30 % армейской инфраструктуры (казармы, полигоны, и т. д.) в течение пяти-шести лет. Сухопутные войска сократятся с 11 до 9 бригад, будет ликвидирована часть тяжёлого вооружения, вертолёты, части артиллерии и снабжения. В ВМС с 18 до 10 будет сокращено число патрульных кораблей, а также тральщиков и подводных лодок (с шести до четырёх). В ВВС сокращению подвергнутся истребители и тактические ударные самолёты (сейчас на вооружении имеются самолёты Panavia Tornado, AMX International AMX и AV-8B).
Сокращение числа закупаемых истребителей F-35 на 41 единицу: подтверждён заказ 90 истребителей. Министерство обороны рассчитывает сэкономить 5 млрд евро. По словам министра обороны Дж. ди Паола, принятие на вооружение F-35 позволит заменить почти 160 итальянских самолётов, то есть один новый заменит 1,8 старых самолёта.
Сохранение авиационного крыла авианосца Cavour: у Италии сохраняется интерес к модификации истребителя F-35B с вертикальным взлётом и посадкой.
Необходимые сокращения в других программах по закупке вооружений: согласно правилу, одобренному Верховным советом обороны 8 февраля 2012 г., возможно масштабирование программ (сокращение, сдвиг сроков финансирования) с целью сохранения при разумной стоимости устаревших вооружений, которые планировались к замене. Это в наибольшей степени это касается программы закупки вертолётов NH90 (416 млн евро в 2011 г. при общей стоимости программы в 3,8 млрд евро) и подводных лодок U212 (168 млн евро в 2011 г. при общей стоимости программы в 1,8 млрд евро).

## Организационная структура
Иерархия в вооружённых силах:
- Главнокомандующий (президент Итальянской Республики)
- Верховный совет обороны
- Министерство обороны
- Начальник штаба обороны[англ.]
- Генеральный секретарь обороны

В состав вооружённых сил Италии входят:
- Органы управления
- Сухопутные войска
- Военно-морские силы
- Военно-воздушные силы
- Карабинеры (Arma dei Carabinieri) — включены в состав вооружённых сил с 2001 года

### Иные военизированные формирования
- Финансовая гвардия (Guardia di Finanza) министерства финансов Италии